# Oblasts do Império Russo
Os oblasts do Império Russo foram considerados unidades administrativas e foram incluídos como parte dos Governos-Gerais ou Krais. A maioria dos oblasts então existentes estavam localizados na periferia do país (por exemplo, Oblast de Carse ou Oblast Transcaspiano) ou cobriam as áreas onde os cossacos viviam.

## Lista
- Oblast de Amur;
- Oblast da Armênia;
- Oblast de Batum;
- Oblast de Belostok;
- Oblast da Bessarábia;
- Oblast de Don Voisko;
- Oblast do Daguestão;
- Oblast de Zabaikalskaia;
- Oblast de Imeretinskaia;
- Oblast do Cáucaso;
- Oblast de Kamchatka;
- Oblast de Carse;
- Oblast do Cáspio (1840-1846);
- Oblast de Kwantung;
- Oblast de Kuban;
- Oblast de Orenburg;
- Oblast de Omsk;
- Oblast de Primorskaia;
- Oblast de Sacalina
- Oblast de Táurida (1783-1796) - Anexado do Canato da Crimeia;
- Oblast de Tarnopolski;
- Oblast de Terek ;
- Oblast de Turgai ;
- Oblast dos Urais;
- Oblast de Yakut;

### Oblasts doGoverno-Geral das Estepes
- Oblast de Akmolinsk;
- Oblast do Quirguistão Siberiano;
- Oblast de Semipalatinsk;

### Oblasts doGoverno-Geral do Turquestão
- Oblast Transcaspiano;
- Oblast de Samarcanda;
- Oblast de Sir-Daria;
- Oblast do Turquestão;
- Oblast de Fergana;
- Oblast de Semiréquie.